# Laurenz Welsch
Laurenz Welsch (* 20. Juni 2003 in Herrsching) ist ein deutscher Volleyball- und Beachvolleyballspieler.

## Karriere Hallenvolleyball
Welsch spielte in seiner Jugend Volleyball beim TSV Grafing und beim VC Olympia München. Seit 2020 steht er im Kader des Erstligisten WWK Volleys Herrsching. 2020/21 kam der Verein ins Pokal-Halbfinale, schied aber im Playoff-Viertelfinale aus.
Mit der deutschen Junioren-Nationalmannschaft erreichte der Außenangreifer bei der U19-Weltmeisterschaft im Iran den achten Platz. Für die Saison 2021/22 wurde Welsch an den Zweitligisten TSV Mühldorf ausgeliehen. Mit einem Zweitspielrecht kommt er auch in Herrsching zum Einsatz.
In der Saison 2022/23 trat er mit dem Nachwuchsteam VC Olympia Berlin in der ersten Liga an. In den Playoffs spielte er wieder für die Herrschinger, die im Viertelfinale ausschieden. Seit 2023 gehört Welsch fest zum Kader der WWK Volleys. Im DVV-Pokal 2023/24 kam Herrsching ins Finale, aber in der Bundesliga endete die Saison erneut im Viertelfinale. Auch 2024/25 spielt Welsch für Herrsching.

## Karriere Beachvolleyball
Auch im Beachvolleyball ist Welsch aktiv. 2020 wurde er mit dem Kieler Momme Lorenz deutscher U18-Meister und erreichte mit Lui Wüst bei der U20-Europameisterschaft in Brno Platz fünf.